# John Clarke (Satiriker)
John Morrison Clarke (* 29. Juli 1948 in Palmerston North, Neuseeland; † 9. April 2017 im Grampians National Park, Hamilton, Victoria, Australien) war ein neuseeländisch-australischer Satiriker, Drehbuch- und Buchautor sowie Schauspieler, der seit 1977 in Australien lebte.

## Leben
John Morrison Clarke wurde am 29. Juli 1948 als Sohn der Eheleute Neva Clarke McKenna aus Gisborne und Ted Clarke aus Wellington in Palmerston North, Region Manawatu-Wanganui geboren. Er besuchte zunächst die Grundschule in Palmerston North und wechselte anschließend zum Wellington’s Scots College. Nach seinem Abschluss dort studierte an der Victoria University of Wellington Recht und arbeitete auf einen Abschluss in Bachelor of Arts hin, den er ebenso nicht beendete wie sein Jurastudium.
1971 ging Clarke für zwei Jahre nach London und lebte nach seiner Rückkehr noch vier Jahre in Neuseeland, bevor er 1977 nach Melbourne, Australien auswanderte. Er war mit seiner Frau Helen, die er in London kennen gelernt hatte, verheiratet und hatte mit ihr zwei Töchter und später zwei Enkelkinder. Er verstarb am 9. April 2017 während einer Wandertour im Grampians-Nationalpark in Victoria an Herzversagen.

## Neuseeland
Clarke startete seine Bühnen-Karriere 1969 mit der satirischen Revue Extrav an der Victoria University, gefolgt von den von 1970 an über 18 Monate laufenden late-night Knickers, Knackers and Knockers Shows im Downstage Theatre in Wellington, das im September 2013 seine Türen schließen musste. Nach seiner Rückkehr aus London trat er in den Jahren 1973 bis 1974 in dem Theater noch mit verschiedenen Programmen auf. 1976 ging er mit seinem Bühnenprogramm in Neuseeland auf Tournee und wurde im gleichen Jahr für sein Schaffen mit dem Titel Entertainer of the Year geehrt.
In seiner Zeit in Neuseeland fiel auch die beiden Filme Wild Man (1976) und Dagg Day Afternoon (1977). Ein weiterer Film mit ihm, The Adventures of Barry McKenzie, entstand 1972 während seiner Zeit im London. Im neuseeländischen Fernsehen und Radio war Clarke von 1973 an mit seinen satirischen Beiträgen ebenfalls präsent. Bekannt wurde er vor allem in den 1970er Jahren in der Rolle des Fred Dagg, dem Stereotyp eines ständig in schwarzem Unterhemd auftretenden und Gummistiefel tragende neuseeländische Farmer, der sich in satirischer Weise zu Fragen der aktuellen Politik äußerte oder komödienhaft Alltagssituationen karikierte.
Desillusioniert von der New Zealand Broadcasting Corporation (NZBC) verließ Clarke Neuseeland im Jahr 1977 und zog nach Australien, wo er sich für seine Satire bessere Arbeitsmöglichkeiten versprach.

## Australien
In Australien setzte Clarke seine Karriere als Satiriker fort, trat im Fernsehsender der Australian Broadcasting Corporation (ABC) in verschiedenen Rollen auf und machte sich zusammen mit seinem Partner Bryan Dawe in den Sketchen Clarke and Dawe einen Namen. Landesweit bekannt wurde er unter anderem in den Jahren 1984 und 1985 durch die Sketche in The Gillies Report.

## Weiteres Wirken
Clarke war Autor von 25 Büchern, trat als Schauspieler in Erscheinung und schrieb Drehbücher.